# Le Bocasse
Le Bocasse est une commune française située dans le département de la Seine-Maritime en région Normandie.
La commune est surtout connue pour son parc d'attractions, ayant accueilli plus de 250 000 visiteurs en 2016.

## Géographie

### Situation
| Saint-Ouen-du-Breuil | Beautot | La Houssaye-Béranger |
| Butot                | Bocasse |                      |
| Sierville            |         | Clères               |

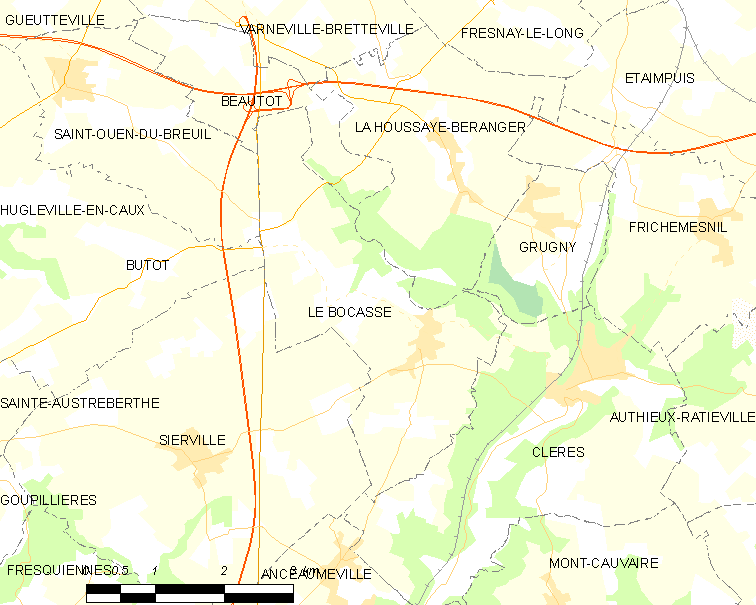
Carte de la commune.

La commune est située à une altitude comprise entre 112 m et 186 m.

### Hameaux
La commune comprend quatre hameaux : Bosc-Nouvel, Banneville, Bosc-la-mer et Valmartin. Le Bocasse et Valmartin formaient deux communes indépendantes jusqu'à leur fusion en 1825.

### Hydrographie
La commune est située dans le bassin Seine-Normandie. Elle n'est drainée par aucun cours d'eau,.

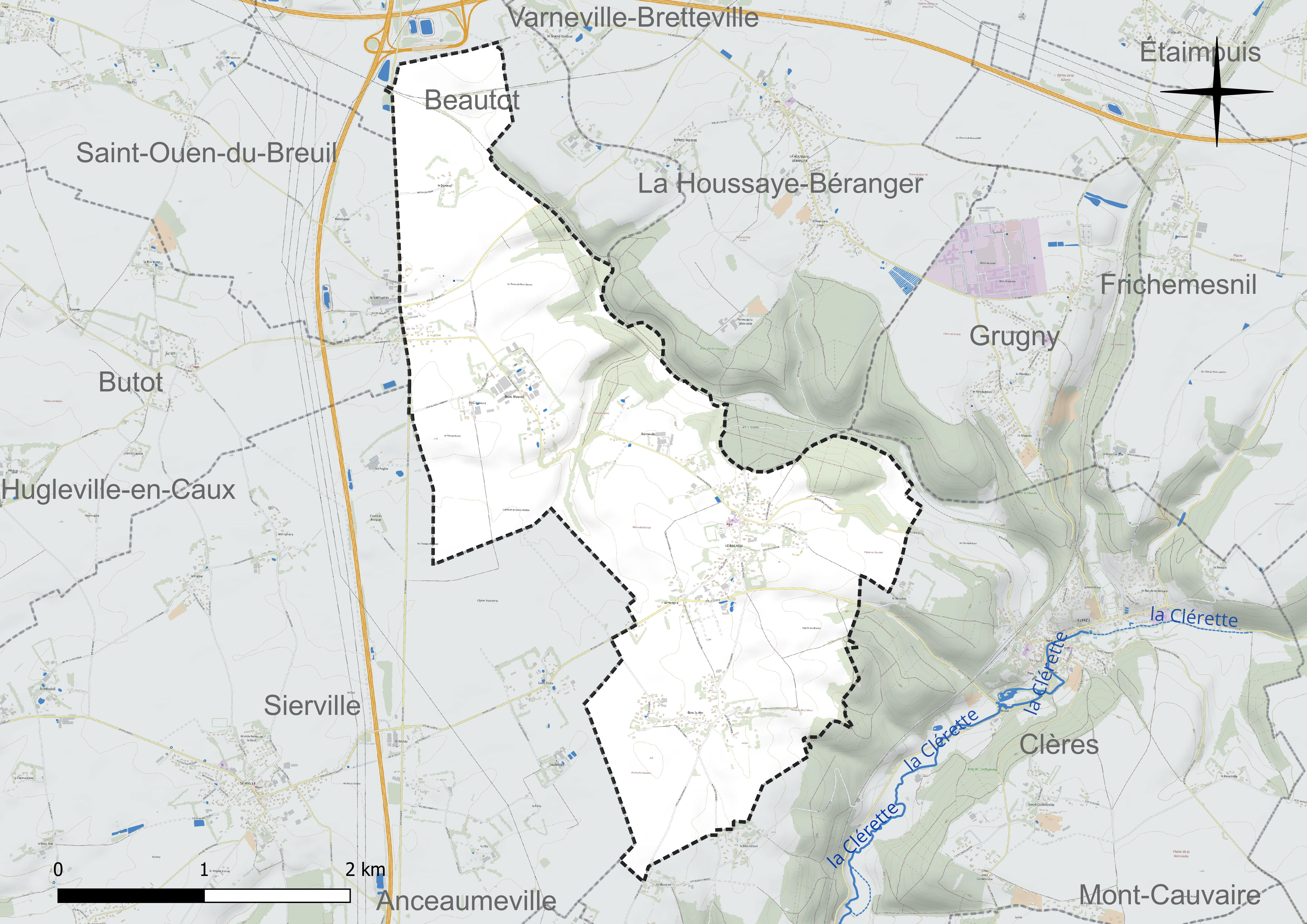
Réseau hydrographique du Bocasse.

### Climat
Pour des articles plus généraux, voir Climat de la Normandie et Climat de la Seine-Maritime.
En 2010, le climat de la commune est de type climat océanique dégradé des plaines du Centre et du Nord, selon une étude du CNRS s'appuyant sur une série de données couvrant la période 1971-2000. En 2020, Météo-France publie une typologie des climats de la France métropolitaine dans laquelle la commune est exposée à un climat océanique et est dans la région climatique Côtes de la Manche orientale, caractérisée par un faible ensoleillement (1 550 h/an) ; forte humidité de l’air (plus de 20 h/jour avec humidité relative > 80 % en hiver), vents forts fréquents. Parallèlement le GIEC normand, un groupe régional d’experts sur le climat, différencie quant à lui, dans une étude de 2020, trois grands types de climats pour la région Normandie, nuancés à une échelle plus fine par les facteurs géographiques locaux. La commune est, selon ce zonage, exposée à un « climat maritime », correspondant au Pays de Caux, frais, humide et pluvieux, légèrement plus frais que dans le Cotentin.
Pour la période 1971-2000, la température annuelle moyenne est de 10,1 °C, avec une amplitude thermique annuelle de 14 °C. Le cumul annuel moyen de précipitations est de 902 mm, avec 13,5 jours de précipitations en janvier et 8,6 jours en juillet. Pour la période 1991-2020, la température moyenne annuelle observée sur la station météorologique la plus proche, située sur la commune de Rouen à 18 km à vol d'oiseau, est de 12,6 °C et le cumul annuel moyen de précipitations est de 817,9 mm,. Pour l'avenir, les paramètres climatiques de la commune estimés pour 2050 selon différents scénarios d’émission de gaz à effet de serre sont consultables sur un site dédié publié par Météo-France en novembre 2022.

## Urbanisme

### Typologie
Au 1er janvier 2024, Le Bocasse est catégorisée commune rurale à habitat dispersé, selon la nouvelle grille communale de densité à sept niveaux définie par l'Insee en 2022.
Elle est située hors unité urbaine. Par ailleurs la commune fait partie de l'aire d'attraction de Rouen, dont elle est une commune de la couronne,. Cette aire, qui regroupe 317 communes, est catégorisée dans les aires de 200 000 à moins de 700 000 habitants,.

### Occupation des sols
L'occupation des sols de la commune, telle qu'elle ressort de la base de données européenne d’occupation biophysique des sols Corine Land Cover (CLC), est marquée par l'importance des territoires agricoles (87,2 % en 2018), une proportion identique à celle de 1990 (87,2 %). La répartition détaillée en 2018 est la suivante : 
terres arables (67,2 %), prairies (14,2 %), forêts (9,6 %), zones agricoles hétérogènes (5,8 %), zones urbanisées (3,2 %). L'évolution de l’occupation des sols de la commune et de ses infrastructures peut être observée sur les différentes représentations cartographiques du territoire : la carte de Cassini (XVIIIe siècle), la carte d'état-major (1820-1866) et les cartes ou photos aériennes de l'IGN pour la période actuelle (1950 à aujourd'hui).

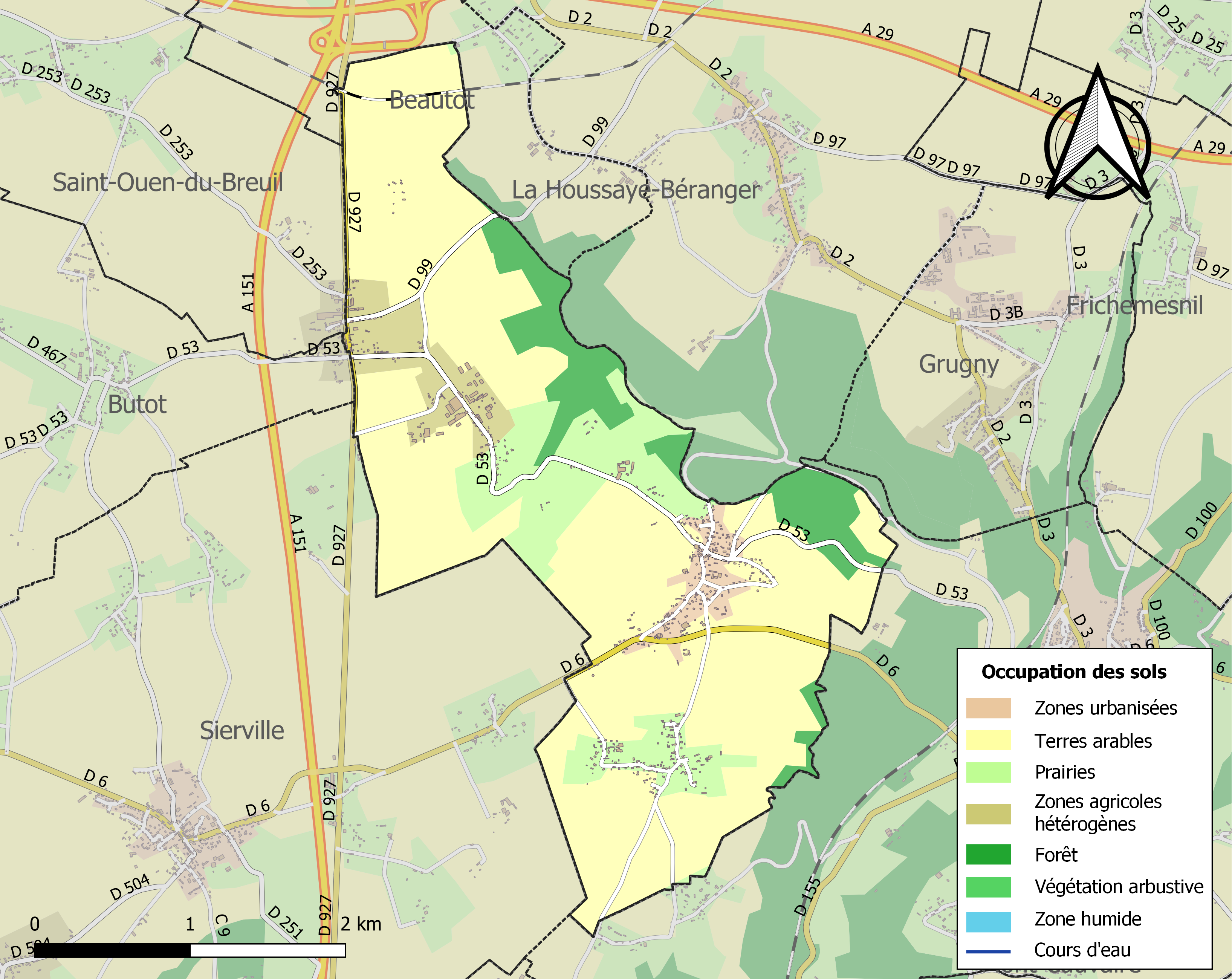
Carte des infrastructures et de l'occupation des sols de la commune en 2018 (CLC).

## Toponymie
Le nom de la localité est attesté sous les formes Hugone de Bosco Ace et clerico de Bosco Asce à la fin du XIIe siècle; Ecclesia Sancte Marie de Bosco Aconis vers 1240; De Bosc Ascii, 1251; Bosc Asse en 1319; Boscus Ascii vers 1337; Bosc Asse en 1431 (Longnon); Notre Dame du Boscasse en 1463, 1464, 1467 et 1468; Notre Dame du Bocasse en 1483; Bosc Asse en 1525 et 1526; Bosc Asse en 1648; Bocasse entre 1704 et 1738 (Pouillés); Notre Dame du Bocasse en 1717; Le Bocasse-Valmartin en 1953.
La forme Le Bocasse-Valmartin de 1953 est issue du nom d'un hameau important situé sur l'axe routier Rouen/Dieppe.

## Histoire
La commune s’appela Le Bocasse-Valmartin de la fusion des deux communes, intervenue par ordonnance royale, du 11 février 1824, jusqu’en 1962

## Politique et administration
| Période                                  | Période                    | Identité          | Étiquette | Qualité                                                                                            |
| ---------------------------------------- | -------------------------- | ----------------- | --------- | -------------------------------------------------------------------------------------------------- |
| Les données manquantes sont à compléter. |                            |                   |           | |
| 1947                                     | 1965                       | Jane Champallou   |           | |
| 1965                                     | 1977                       | Blanquet          |           | |
| 1977                                     | 1989                       | Adrien Ducastel   |           | |
| 1989                                     | 1995                       | Simone Depestèle  |           | |
| juin 1995                                | 2000                       | Ghislaine Bertram |           | Démissionnaire                                                                                     |
| 2000                                     | mai 2020                   | Michèle Lecointe  |           | Vice-présidente de la CCPNOR (2008 → 2016) Vice-présidente de la CC Inter-Caux-Vexin (2017 → 2020) |
| mai 2020,                                | En cours (au 10 août 2020) | Xavier Bertram    |           | |

## Démographie
L'évolution du nombre d'habitants est connue à travers les recensements de la population effectués dans la commune depuis 1793. Pour les communes de moins de 10 000 habitants, une enquête de recensement portant sur toute la population est réalisée tous les cinq ans, les populations de référence des années intermédiaires étant quant à elles estimées par interpolation ou extrapolation. Pour la commune, le premier recensement exhaustif entrant dans le cadre du nouveau dispositif a été réalisé en 2007.

En 2022, la commune comptait 655 habitants, en évolution de −2,67 % par rapport à 2016 (Seine-Maritime : +0,35 %, France hors Mayotte : +2,11 %).
| 1793 | 1800 | 1806 | 1821 | 1831 | 1836 | 1841 | 1846 | 1851 |
| ---- | ---- | ---- | ---- | ---- | ---- | ---- | ---- | ---- |
| 500  | 213  | 486  | 473  | 658  | 670  | 620  | 550  | 529  |

| 1856 | 1861 | 1866 | 1872 | 1876 | 1881 | 1886 | 1891 | 1896 |
| ---- | ---- | ---- | ---- | ---- | ---- | ---- | ---- | ---- |
| 486  | 497  | 480  | 437  | 468  | 497  | 436  | 404  | 385  |

| 1901 | 1906 | 1911 | 1921 | 1926 | 1931 | 1936 | 1946 | 1954 |
| ---- | ---- | ---- | ---- | ---- | ---- | ---- | ---- | ---- |
| 367  | 370  | 408  | 410  | 396  | 356  | 302  | 346  | 357  |

| 1962 | 1968 | 1975 | 1982 | 1990 | 1999 | 2006 | 2007 | 2012 |
| ---- | ---- | ---- | ---- | ---- | ---- | ---- | ---- | ---- |
| 348  | 378  | 446  | 572  | 660  | 725  | 740  | 742  | 707  |

| 2017 | 2022 | - | - | - | - | - | - | - |
| ---- | ---- | - | - | - | - | - | - | - |
| 666  | 655  | - | - | - | - | - | - | - |

## Culture locale et patrimoine

### Lieux et monuments
- L'église Notre-Dame. Une inscription constate qu'elle fut bâtie de 1521 à 1528. Deux bas-reliefs en bois sculpté, contemporains de l'église[33]. Sans doute provenant d'un retable détruit, l'un évoque la naissance du Christ, les Rois mages, l'Annonciation et la Présentation au Temple ; l'autre, la Cène, la Crucifixion, et la Résurrection. L'église abrite également deux tableaux représentant le Mauvais riche et la Mort du Juste[34].
- L'église Saint-Georges. Située au hameau de Valmartin, elle est élevée au XIIe siècle, elle dépend alors du doyenné de Pavilly. Le tabernacle d'époque Louis XV, fait figurer le Bon Pasteur et l'apôtre Jean. La nef s'orne de deux autels dont les retables sont en boiseries à coquilles du XVIe siècle. L'église s'enrichit également d'un vitrail Renaissance, où se dresse le Christ en croix avec Marie et Jean[34].
- Monument aux morts (1922)

### Loisirs
- Parc d'attractions : Parc du Bocasse.

### Personnalités liées à la commune
- Nicolas Paris (1757-1826), prêtre et curé du Havre, chevalier d'Empire et décoré de la Légion d'honneur en 1810, est né à Valmartin[35].

## Héraldique
| Blason de Le Bocasse | Blason  | Parti: au 1 d'azur à un casque d'or taré de profil, au 2 d'argent à une rose des jardins de gueules, tigée et feuillée de sinople, posée en barre: le tout au chef de gueules chargé de deux léopards affrontés d'or, armés et lampassés d'azur. |
| Blason de Le Bocasse | Détails | Les deux léopards d'or sur champs de gueules rappellent les armoiries de la Normandie. Créé par JF Binon. Page Facebook de la commune, 2025. |